# Василевка (Грушевский сельсовет)
Василевка (укр. Василівка), село, 
Грушевский сельский совет, 
Купянский район, 
Харьковская область.
Код КОАТУУ — 6323781205. Население по переписи 2001 года составляет 66 (29/37 м/ж) человек.

## Географическое положение
Село Василевка находится на левом берегу реки Сенек,
выше по течению примыкает село Грушевка, 
ниже по течению на расстоянии в 1 км расположено Осадьковка.
Рядом проходит автомобильная дорога Р-07 и 
железная дорога, ближайшая станция Осадьковка в 2-х км.

## История
- 1675 — дата основания.